# 馬路村天保の民家

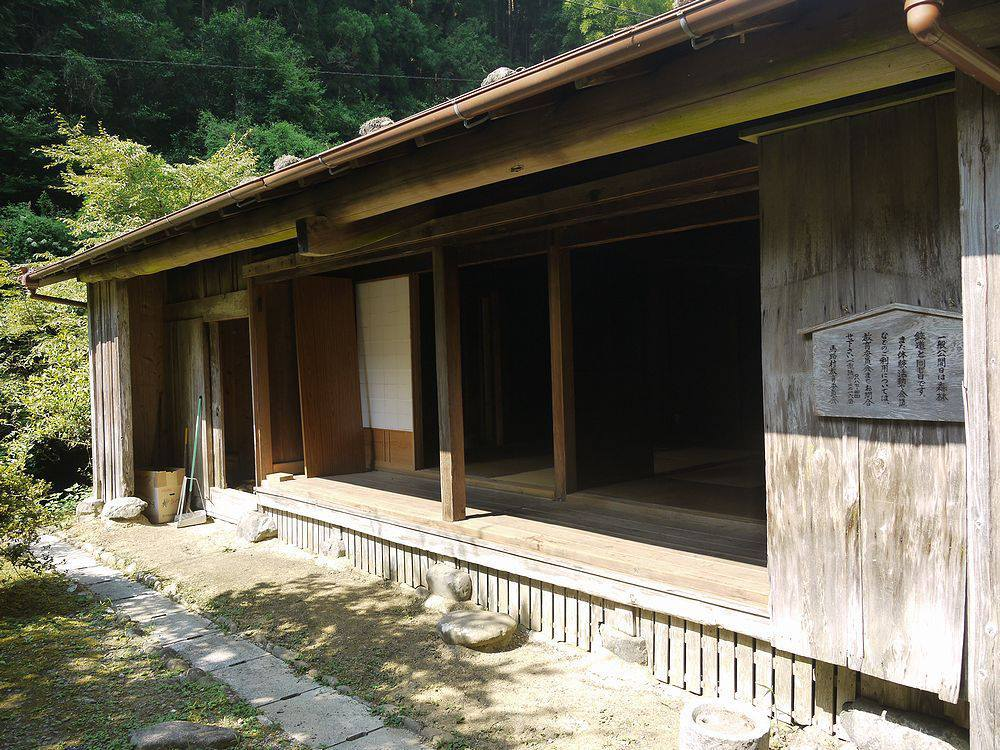
旧河平家住宅 正面

馬路村天保の民家（うまじむらてんぽうのみんか）は、高知県安芸郡馬路村にある村指定文化財の古民家、旧河平家住宅。

## 歴史
江戸時代後期の天保年間に建設された馬路村に現存する最古の民家で、形式的に高知県下にある山村型民家としても古い部類に属するとされる。1994年（平成6年）3月に馬路村河平地区から影地区西谷に移築され現在に至る。 

## 交通アクセス
- 高知駅から車50分